# باسيل أ. باترسون
باسيل أ. باترسون هو محامي وسياسي أمريكي، ولد في 27 أبريل 1926 في نيويورك في الولايات المتحدة، وتوفي بنفس المكان في 16 أبريل 2014. نشط حزبياً في الحزب الديمقراطي. وقد انتخب عضو مجلس ولاية نيويورك ‏.